# Напотник, Михаил
Михаил Напотник (словен. Mihael Napotnik, 20.9.1850 г., Словенске-Конице, Австро-Венгрия — 28.03.1922 г., Марибор, Югославия) — католический прелат, епископ Лаванта с 27 июля 1889 года по 28 марта 1922 год, словенский писатель. 

## Биография
Михаил Напотник родился 20 сентября 1850 года в окрестностях города Словенске-Конице. 25 июля 1875 года Михаил Напотник был рукоположён в священника. С 1881 по 1884 год преподавал каноническое право, философию и историю Церкви в епархиальной семинарии в городе Марбург.
27 сентября 1889 года Римский папа Лев XIII назначил Михаила Напотника епископом Лаванта. 27 октября 1889 года состоялось рукоположение Михаила Напотника в епископа, которое совершил архиепископ Зальцбурга Франц де Паула Альберт Эдер.
28 марта 1922 года скончался в Мариборе и был похоронен в соборе святого Иоанна Крестителя.

## Творчество
Михаил Напотник написал несколько книг на немецком и словенском языках:
- Die Basilika zur Heiligen Maria, Mutter der Barmherzigkeit, in der Grazervorstadt zu Marburg, (Marburg 1909);
- Kratek pregled bosanskega slovstva (1884);
- Imenopis konjiške nadfare v Kresu 1886, Družba sv. Mohorja, Celovec;
- Sveti Pavel, apostol sveta in učitelj narodov (1904).